# Ábécéskönyv

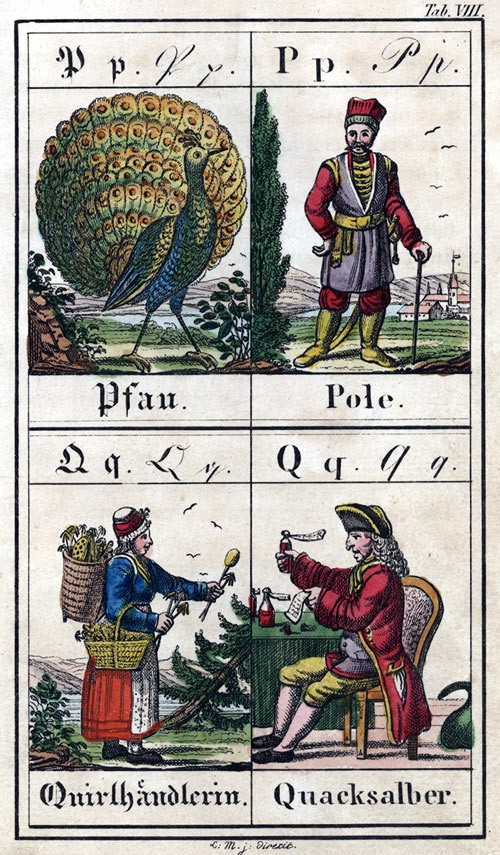
Német nyelvű ábécéskönyv, 1830.

Az ábécéskönyv iskolai tankönyvtípus, az olvasás megtanulását segíti elő tudatos, megtervezett módszertani elrendezésben, az ábécé egyes betűinek ismertetésével és egyre nehezebb gyakorlószövegekkel, képekkel.

## Olvasástanítás
A mai ábécéskönyv a középkori olvasástanítási módszerekből fejlődött ki: a tanulók először megtanulták névvel megnevezni a latin betűket, csoportosították a magán- és mássalhangzókat, táblázatból gyakorolták a magán- és mássalhangzók összeillesztésének szabályait, majd egyházi szövegeken gyakorolták az olvasást.

## Története
A XIV-XV. században már külön lapokat, kis füzeteket gyártottak, amelyen az ábécé betűsorozata, magán- és mássalhangzók csoportja, illetve ezek összeillesztései szerepeltek. Ennek az ábécéskönyvnek a neve tabula vagy németül Fibel volt (a kapcsos szóból). A 15. században jelentek meg az első nemzeti nyelvű ábécéskönyvek és a népnyelvű gyakorlószövegek. Nevezetes Juan Pablo Bonet ujjábécéje (1620).

## Magyarország
Magyarországon az első ábécéskönyv Dévai Bíró Mátyás Krakkai ÁBC néven ismert könyve volt. Legteljesebb formájában ránk maradt ábécéskönyvünk Bornemisza Péter munkája 1577-ből. A XVII-XVIII. században számos katolikus és ortodox ábécéskönyv jelent meg Magyarországon. Az első állami ábécéskönyv a Ratio Educationis miatt jelent meg Budán, Révai Miklós készítette, ABC könyvecske a Nemzeti Oskoláknak hasznokra c. 1778-ban. 1839-től már nemcsak vallásos olvasmányok voltak az ábécéskönyvekben, hanem polgári ismeretek is. A 20. században egyre többfajta ábécéskönyvet gyártottak, a képek, táblázatok, versecskék szinte mindegyikükben megtalálhatók voltak. 1947-ben egységesítették a tankönyveket, így az ábécéskönyvet is, csak az 1980-as években és a rendszerváltás után lett újra sokszínű az ábécéskönyvek piaca.